# Psiloglonium clavisporum
Psiloglonium clavisporum är en svampart som först beskrevs av Seaver, och fick sitt nu gällande namn av E. Boehm, C.L. Schoch & Spatafora 2009. Psiloglonium clavisporum ingår i släktet Psiloglonium och familjen Hysteriaceae.   Inga underarter finns listade i Catalogue of Life.